# Asuaju de Sus
Asuaju de Sus é uma comuna romena localizada no distrito de Maramureș, na região histórica da Transilvânia. A comuna possui uma área de 59 km² e sua população era de 1581 habitantes segundo o censo de 2007.